# Ciclovia Tirrenica
La ciclovia Tirrenica è un progetto di percorso ciclabile interregionale che costeggia il litorale tirrenico.
Coincide con il ramo BI19 della rete ciclabile nazionale (BicItalia) proposta dalla FIAB, che si integra con la più ampia rete ciclabile europea denominata EuroVelo: il percorso preventivato attraversa siti archeologici di rilevanza nazionale, borghi caratteristici, aree naturali protette e siti UNESCO, collegando Ventimiglia con Latina per una lunghezza di 1070 km, costeggiando la riviera tirrenica.
In Toscana, nell'aprile 2024 sono partiti i lavori nel tratto fra Carrara e Montignoso.

## Tratti realizzati

### Liguria
Il tratto costiero è stato realizzato da Imperia a Ospedaletti e fa parte della pista ciclabile del ponente ligure.

### Toscana
Nel tratto toscano sono attualmente presenti 123,6 km dei 415,2 previsti. A Lido di Camaiore, sono terminati a giugno 2025 i lavori di restyling sul tratto del lungomare.